# 늑대의 아이들
《늑대의 아이들》(폴란드어: Wilkołak; 영어: Werewolf)은 2019년 개봉한 폴란드, 네덜란드, 독일의 드라마 공포 영화이다.

## 출연진
주연
- 카밀 폴니시아크 : 블라데크 역
- 다누타 스텐카 : 야드비가 역
- 니콜라스 프리고다 : 하니스 역

조연
- 소니아 미에티엘리카 : 한카 역
- 베르너 다엔 : 군인 역